# UEFA EURO 2008
UEFA EURO 2008（英: UEFA Euro 2008）は、2008年6月7日から6月29日にかけて、オーストリアとスイスで開催された第13回目のUEFA欧州選手権である。スペインが1964年大会以来、44年ぶり2回目の優勝を果たした。

## 開催国選定の経緯
開催国には他にギリシャとトルコの共催、スコットランドとアイルランドの共催、ハンガリーとクロアチア、ボスニア・ヘルツェゴビナの共催、ロシアが立候補した。UEFA欧州選手権での2か国共同開催は、ベルギーとオランダが共同開催したEURO2000に続いて2度目となる。

## 予選
2006年8月16日から2007年11月21日にかけて開催。UEFAに加盟する50の国と地域が、7グループに分かれてH&Aの総当たりリーグ戦を行い、各グループの首位と2位の計14か国が本大会に出場した。
多くの強豪国が苦戦しつつも順当に勝ち抜く中、グループEでイングランドがクロアチアとロシアの後塵を拝する3位に終わり、本大会出場を逃す波乱が起きた。

## 出場国

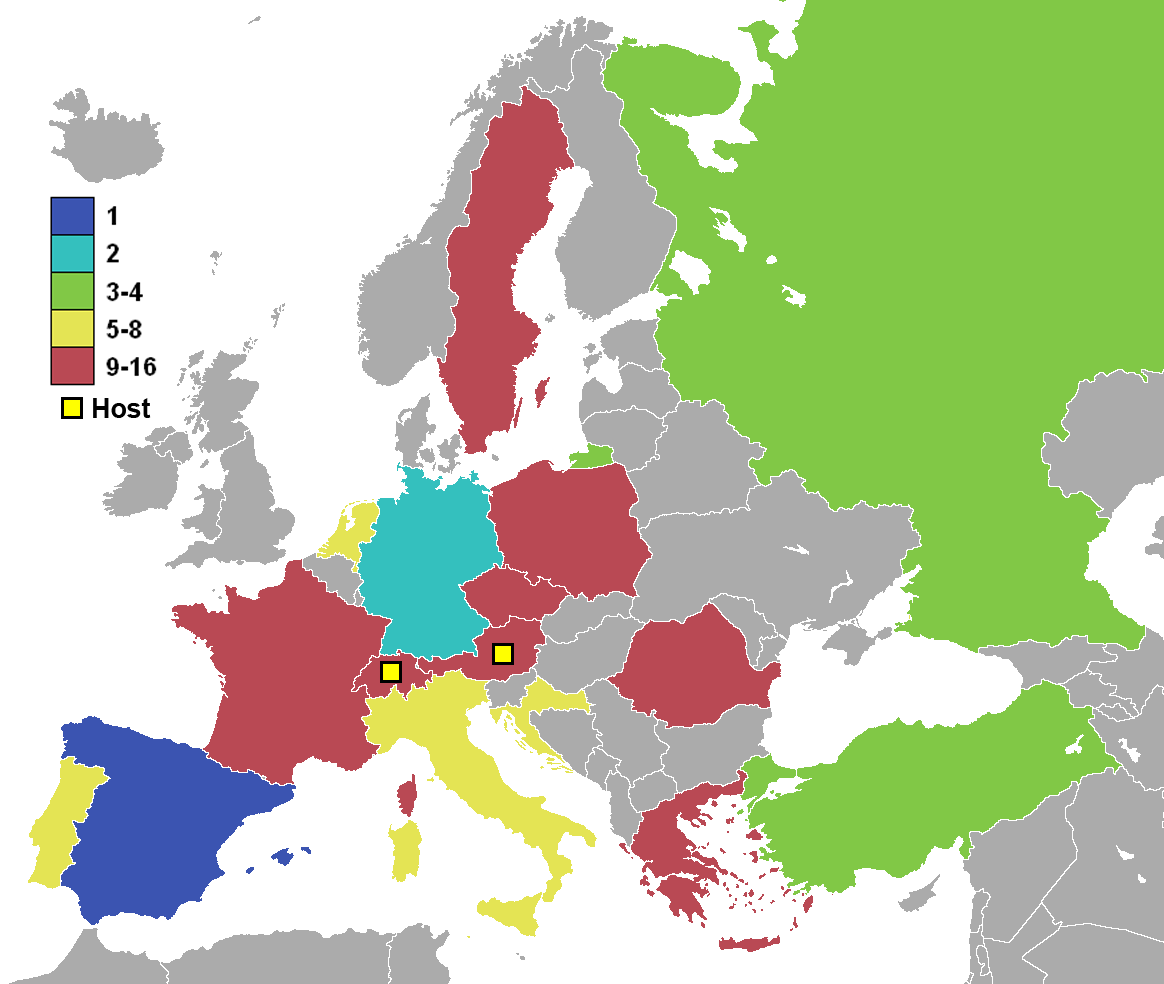
出場16か国

| 組 予選順位 | 組 予選順位 | 出場国・地域 | 出場決定日     | 出場回数         |
| ----------- | ----------- | ------------ | -------------- | ---------------- |
| 開催国      | 開催国      | オーストリア | 2002年12月12日 | 初出場           |
| 開催国      | 開催国      | スイス       | 2002年12月12日 | 2大会連続3回目   |
| A組         | 1位         | ポーランド   | 2007年11月17日 | 初出場           |
| A組         | 2位         | ポルトガル   | 2007年11月21日 | 4大会連続5回目   |
| B組         | 1位         | イタリア     | 2007年11月17日 | 4大会連続7回目   |
| B組         | 2位         | フランス     | 2007年11月17日 | 5大会連続7回目   |
| C組         | 1位         | ギリシャ     | 2007年10月17日 | 2大会連続3回目   |
| C組         | 2位         | トルコ       | 2007年11月21日 | 2大会ぶり3回目   |
| D組         | 1位         | チェコ       | 2007年10月17日 | 4大会連続7回目   |
| D組         | 2位         | ドイツ       | 2007年10月13日 | 10大会連続10回目 |
| E組         | 1位         | クロアチア   | 2007年11月17日 | 2大会連続3回目   |
| E組         | 2位         | ロシア       | 2007年11月21日 | 2大会連続9回目   |
| F組         | 1位         | スペイン     | 2007年11月17日 | 4大会連続8回目   |
| F組         | 2位         | スウェーデン | 2007年11月21日 | 3大会連続4回目   |
| G組         | 1位         | ルーマニア   | 2007年10月17日 | 2大会ぶり4回目   |
| G組         | 2位         | オランダ     | 2007年11月17日 | 6大会連続8回目   |

## 本大会

### 概要

#### スペインの優勝

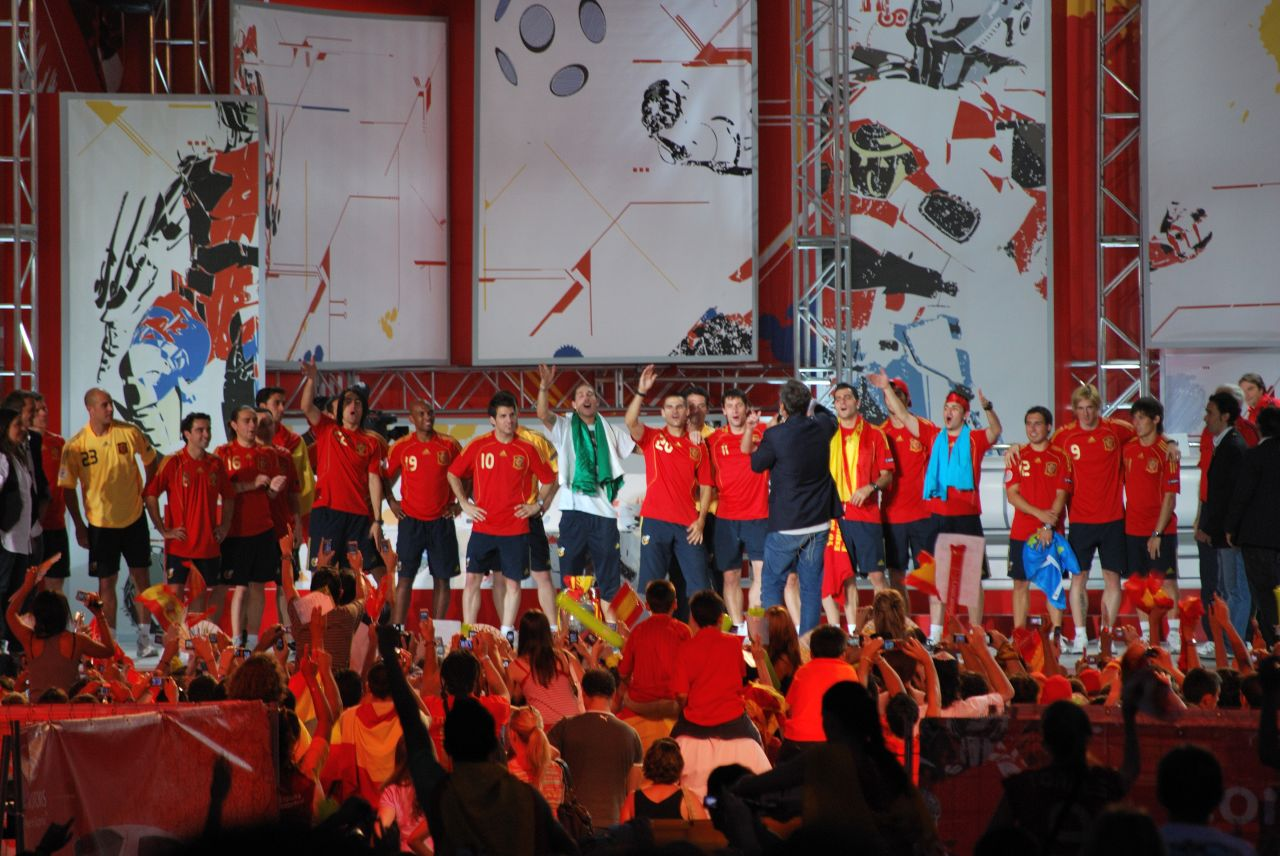
サポーターと共に優勝を祝うスペイン代表チーム

本大会は、スペインが前身の欧州ネイションズカップ時代以来となる、11大会ぶり2回目の優勝を果たした。
過去のFIFAワールドカップやユーロで、期待されながらの早期敗退を繰り返してきたスペインだったが、本大会では大会前の国際試合で16戦連続無敗を記録するなど、好調を維持して開幕を迎えた。そして蓋を開けると、本大会限りでの勇退が決まっていたルイス・アラゴネス監督の下、「クアトロ・フゴーネス（4人の創造者）」と名づけられたシャビ・エルナンデス、アンドレス・イニエスタ、ダビド・シルバ、セスク・ファブレガスという4人のゲームメーカーを中心として展開される華麗なパスサッカーは、予想以上に大会を席巻した。グループリーグを3連勝で突破すると、準々決勝では永年公式戦で煮え湯を飲まされ続けてきたイタリアにPK戦で勝利し、準決勝ではグループリーグの雪辱を期して挑んできたロシアを返り討ちにし、決勝戦へ進出。決勝では、調子が上がらないながらもしぶとく勝ち上がってきたドイツを終始圧倒し、スコア以上の完勝で44年ぶりの栄冠を手にした。タレント揃いの攻撃陣に加え、相手のスペースをことごとく潰し続けたマルコス・セナ、闘志溢れるプレーでチームを引っ張ったカルレス・プジョル、神がかりなスーパーセーブを連発し、イタリア戦ではPK戦勝利の立役者となったキャプテンイケル・カシージャスなど守備陣の奮闘もあり、「大舞台で勝負弱い」というこれまでのスペインのイメージを完全に払拭した、圧倒的な優勝劇だった。

#### ミラクル・トルコとヒディンク・ロシア
スペインと並んで大会を盛り上げたのが、ともに下馬評は低かったトルコとロシアの躍進である。
予選や親善試合でも良い成績を残せず、完全なアウトサイダーとして大会に乗り込んだトルコは、グループリーグ初戦のポルトガル戦で完敗を喫し、決勝トーナメント進出は絶望的かと思われた。ところが、スイスと対戦した2戦目、トルコは先制点を許しながらも、後半ロスタイムに決勝点を決める逆転勝ちを収め、開催国に引導を渡す。更に3戦目のチェコ戦では、残り15分の時点で2点差をつけられるという厳しい状況から、75分、87分、89分に立て続けに3ゴールを奪い逆転勝ちし、奇跡的にグループリーグを突破した。
トルコの奇跡が頂点に達したのは、準々決勝のクロアチア戦である。0対0のまま延長戦に突入したこの試合は、残り1分となった延長後半14分に、クロアチアが決定的な先制点を挙げる。ところが、このゴール直後のロスタイム、トルコはセミフ・シェンテュルクが起死回生の同点ゴールを挙げ、土壇場で追いつく。そしてこの後のPK戦を制し、トルコは大会史上初のベスト4に進出したのである。準決勝のドイツ戦でも、残り4分で同点に追いつく粘りを見せたものの、これまでのお株を奪われるロスタイムでの決勝点により敗退。しかし、勝利の全てをロスタイムの逆転勝ちで挙げた「ミラクル・トルコ」は、世界中を驚かせた。
一方、過去にオランダ、韓国をワールドカップ4位、オーストラリアを同ベスト16に導いた名将フース・ヒディンクに率いられたロシアは、監督の知名度からダークホースに挙げられることはあったが、エースのアンドレイ・アルシャヴィンが予選最終戦の退場により開幕から2試合に出られないことから、やはり下馬評は低かった。実際、初戦のスペイン戦で何も出来ずに完敗した際は、誰もがヒディンクの神通力もここまでだと考えた。
しかし、2戦目のギリシャ戦を何とかものにすると、アルシャヴィンが復帰した3戦目でロシアは圧倒的な強さを見せる。有力国の一角だったスウェーデンに完勝して決勝トーナメント進出を決めると、準々決勝ではグループリーグでイタリア、フランスに圧勝していた優勝候補オランダを、アルシャヴィンの大活躍により3-1で粉砕。ベスト4入りを成し遂げた。準決勝ではスペインに再度完敗したが、ヒディンクは名将の誉れをさらに高め、ローカルスターだったアルシャヴィンはこの大会で世界的選手の仲間入りを果たした。
この他、イタリア、フランスに圧勝し序盤戦の話題を独占したオランダ、若いビリッチ監督に率いられ躍動的なサッカーを見せたクロアチアも、ベスト8ながらポジティブな印象を残したチームであった。

#### ワールドカップ上位国の不振
この大会には、2006年のFIFAワールドカップ・ドイツ大会でベスト4に入った4か国（イタリア、フランス、ドイツ、ポルトガル）が全て参加したが、下馬評に反し苦戦を強いられるチームが多かった。
特にフランスはオランダ戦で4点を献上するなどベテラン選手中心の守備陣が崩壊。攻撃もフランク・リベリー以外にアクセントをつけられる人材が見当たらず（そのリベリーが負傷退場したイタリア戦は攻撃が機能不全に陥った）、グループリーグ最下位に沈み早々に大会を去った。ジネディーヌ・ジダン引退後の世代交代は上手くいかず、監督のレイモン・ドメネクの采配にも非難が集中した。
イタリアもやはりオランダ戦で自慢の守備陣が崩壊し0対3と惨敗。ディフェンスラインを入れ替えた2戦目以降、守備は建て直しを見せたものの、攻撃はエースのルカ・トニが絶不調なのが響き、セットプレーでしか得点ができなかった。フランス同様世界王者となった後の世代交代の遅れが指摘されることとなったが、そんな中若手のジョルジョ・キエッリーニが優勝したスペインの攻撃陣と互角以上に渡り合ったのは光明となった。
そして同時に、ワールドカップ優勝国・イタリア、準優勝国・フランス、優勝候補・オランダが同居する死の組に配合されたことを考えても、オランダの快進撃の割を食ったイタリアとフランスは、大げさに言えば戦術や育成の再考をいっそう促す結果になったと言える。イタリアとフランスの不振についてはサッカーにおけるイタリアとフランスのライバル対決#UEFA EURO 2008も参照。
ポルトガルはエースのクリスティアーノ・ロナウドが、マンチェスター・ユナイテッドで見せるような活躍は出来なかった（ポルトガルはマンUよりFWの人材が決定的に不足しており、彼らにマークを分散できなかった）。司令塔のデコの活躍もありグループリーグは突破するものの、準々決勝でドイツに完敗。大会中にルイス・フェリペ・スコラーリ監督がチェルシーの新監督に就任するという報道があり、それが選手の心理に影響したという推測もあった。

#### 開催国の早期敗退
欧州中堅国同士の共催となった本大会では、当初から開催国が結果を残せるのかが危惧されていた。特に、FIFAランキングでは100位台に低迷し、この大会がユーロ初出場となるオーストリアの下馬評は極端に低かった。
結果として、開催国の成績は予想以上に悪いものとなった。2006年のワールドカップでベスト16の成績を残し、下馬評も悪くなかったスイスは、開幕戦のチェコ戦、続くトルコ戦に連敗。最後に、既に突破を決めてメンバーを落としていたポルトガルに勝利して面目を保ったものの、全出場国中グループリーグ敗退一番乗りとなってしまった。オーストリアも、得失点差でグループリーグ最下位を免れるのが精一杯で、1勝も出来ずグループリーグ敗退。開催国のグループリーグ敗退は2000年のベルギー以来だが、このときは共催相手のオランダがベスト4まで残っており、決勝トーナメントに開催国が1つも残らないのは初めてのことだった。
一方、開催国としての面では両国とも特にトラブルもなく、良好な運営がなされた。また、両国と国境を重ねるドイツ、多くの移民が国内にいるスペインやトルコが活躍したこともあり、大会自体の盛り上がりは保たれることになった。

#### 代償金(負傷の保険金)の支払い
2008年1月15日、UEFA及びFIFAとG-14(ヨーロッパビッグクラブ連合体)間での交渉の結果、和解し、UEFA及びFIFAが代償金を支払う代わりに、G-14の解散と当時係争中だった全ての訴えの取り下げで合意した。G-14は解散し、UEFA加盟53の国や地域から103のクラブが、ECA（European Club Association　欧州クラブ協会）を設立した。
合意事項に基づき、UEFAは今大会から代償金を支払うことになり、総額3200万ポンド（約43億4000万円）、大会に参加した選手1人につき大会期間中1日当たり3000ポンド（約40万円）を様々なクラブに支払った。なお、これらの代償金は大会で負傷した選手のクラブのみに支払うのではなく、大会に参加した全選手の所属クラブに一律に支払う。また、代償金はUEFA及びFIFAの大会の予選ではなく、本大会のみがその対象である。

### 親善大使
- ロジャー・フェデラー、テニス選手
- ステファン・シャプイサ、サッカー選手
- シモーネ・ニグリ＝ルーダー、オリエンテーリング選手
- ミハエル・シューマッハ、F1ドライバー
- ペーター・ザウバー、F1チームザウバーオーナー
- アンドレアス・ヘルツォーク、サッカー選手

### 会場一覧
開幕戦はスイスのバーゼル、決勝戦はオーストリアのウィーンで開催された。
| ウィーン                                                  | クラーゲンフルト                                        | ザルツブルク                                                      | インスブルック                                      |
| --------------------------------------------------------- | ------------------------------------------------------- | ----------------------------------------------------------------- | --------------------------------------------------- |
| エルンスト・ハッペル・シュターディオン 収容人数: 53,295人 | ヴェルターゼー・シュターディオン 収容人数: 31,957人     | EMシュターディオン・ヴァルス・ジーツェンハイム 収容人数: 31,020人 | ティヴォリ・シュターディオン 収容人数: 31,600人     |
|                                                           |                                                         |                                                                   |                                                     |
|                                                           |                                                         |                                                                   |                                                     |
| バーゼル                                                  | ベルン                                                  | ジュネーヴ                                                        | チューリヒ                                          |
| ザンクト・ヤコブ・パルク 収容人数: 42,000人               | スタッド・ドゥ・スイス・バンクドルフ 収容人数: 31,907人 | スタッド・ドゥ・ジュネーヴ 収容人数: 31,228人                     | レッツィグルンド・シュタディオン 収容人数: 30,000人 |
|                                                           |                                                         |                                                                   |                                                     |

## 結果

### 組み合わせ抽選
本大会の抽選会は、2007年12月2日にスイスのルツェルンにて行なわれた。
抽選方法は、以下の通り。
開催国であるスイスはA1、オーストリアはB1に当てられることがすでに決まっており、ホスト国の2か国と前回大会優勝のギリシャは「ポット1」。
残りのシード国は、2006年のワールドカップ予選と2006年-08年のUEFA欧州選手権予選の成績を基準に決める。そのほかの出場国は、ランキングポイントに基づいて格付け後、抽選（ポット1、ポット4、ポット3、ポット2の順）によって4グループに振り分ける。
最終的な振り分けは、以下の通り。
| ポット1                                                                   | ポット2                                 | ポット3                               | ポット4                           |
| ------------------------------------------------------------------------- | --------------------------------------- | ------------------------------------- | --------------------------------- |
| スイス（開催国） オーストリア（開催国） ギリシャ（前回大会優勝） オランダ | クロアチア イタリア チェコ スウェーデン | ポルトガル ドイツ スペイン ルーマニア | ポーランド フランス トルコ ロシア |

### グループリーグ

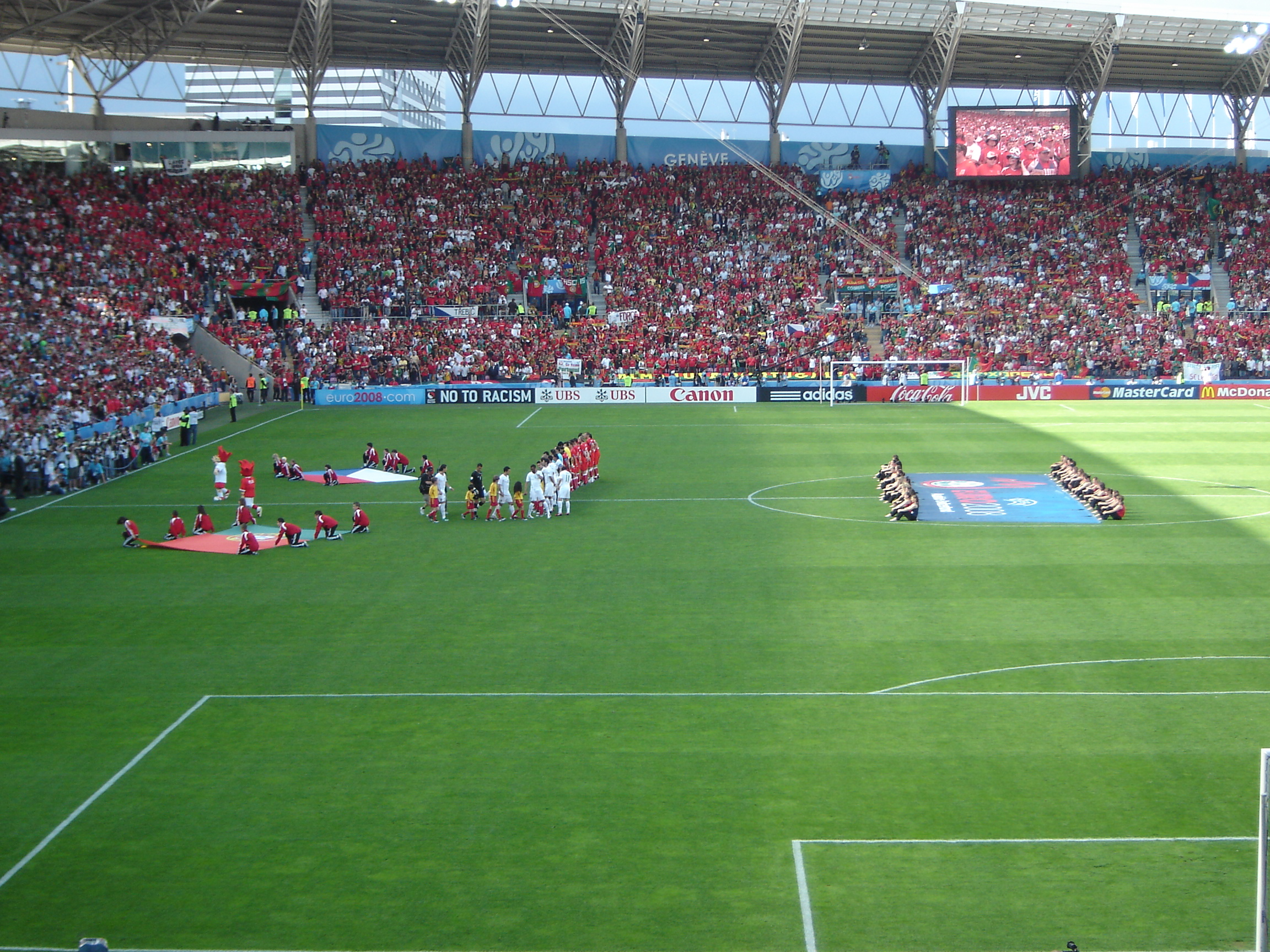
チェコ対ポルトガル戦の
入場セレモニー

- 開始時刻はすべて現地時間

#### グループ A
| 順 位 | チーム     | 勝 点 | 試 合 | 勝 利 | 引 分 | 敗 戦 | 得 点 | 失 点 | 点 差 |
| ----- | ---------- | ----- | ----- | ----- | ----- | ----- | ----- | ----- | ----- |
| 1     | ポルトガル | 6     | 3     | 2     | 0     | 1     | 5     | 3     | +2    |
| 2     | トルコ     | 6     | 3     | 2     | 0     | 1     | 5     | 5     | 0     |
| 3     | チェコ     | 3     | 3     | 1     | 0     | 2     | 4     | 6     | -2    |
| 4     | スイス     | 3     | 3     | 1     | 0     | 2     | 3     | 3     | 0     |

| 2008年6月7日 18:00 |

| スイス | 0 - 1    | チェコ              |
|        | レポート | スヴェルコシュ 71分 |

| ザンクト・ヤコブ・パルク（バーゼル） 観客数: 39,730人 主審: ロベルト・ロセッティ |

| 2008年6月7日 20:45 |

| ポルトガル                    | 2 - 0    | トルコ |
| ペペ 61分 · メイレレス 90+3分 | レポート |        |

| スタッド・ドゥ・ジュネーヴ（ジュネーヴ） 観客数: 29,106人 主審: ヘルベルト・ファンデル |

| 2008年6月11日 18:00 |

| チェコ        | 1 - 3    | ポルトガル                                     |
| シオンコ 17分 | レポート | デコ 8分 · C.ロナウド 64分 · クアレスマ 90+1分 |

| スタッド・ドゥ・ジュネーヴ（ジュネーヴ） 観客数: 29,016人 主審: キロス・ヴァサラス |

| 2008年6月11日 20:45 |

| スイス      | 1 - 2    | トルコ                        |
| ヤキン 32分 | レポート | セミフ 56分 · トゥラン 90+1分 |

| ザンクト・ヤコブ・パルク（バーゼル） 観客数: 39,730人 主審: ルボス・ミシェル |

| 2008年6月15日 20:45 |

| スイス                 | 2 - 0    | ポルトガル |
| ヤキン 71分, 83分 (PK) | レポート |            |

| ザンクト・ヤコブ・パルク（バーゼル） 観客数: 39,730人 主審: コンラート・プラウツ |

| 2008年6月15日 20:45 |

| トルコ                          | 3 - 2    | チェコ                      |
| アルダ 75分 · ニハト 87分, 89分 | レポート | コレル 34分 · プラシル 62分 |

| スタッド・ドゥ・ジュネーヴ（ジュネーヴ） 観客数: 29,016人 主審: ペーテル・フレイドフェルト |

#### グループ B
| 順 位 | チーム       | 勝 点 | 試 合 | 勝 利 | 引 分 | 敗 戦 | 得 点 | 失 点 | 点 差 |
| ----- | ------------ | ----- | ----- | ----- | ----- | ----- | ----- | ----- | ----- |
| 1     | クロアチア   | 9     | 3     | 3     | 0     | 0     | 4     | 1     | +3    |
| 2     | ドイツ       | 6     | 3     | 2     | 0     | 1     | 4     | 2     | +2    |
| 3     | オーストリア | 1     | 3     | 0     | 1     | 2     | 1     | 3     | -2    |
| 4     | ポーランド   | 1     | 3     | 0     | 1     | 2     | 1     | 4     | -3    |

| 2008年6月8日 18:00 |

| オーストリア | 0 - 1    | クロアチア          |
|              | レポート | モドリッチ 4分 (PK) |

| エルンスト・ハッペル・シュターディオン（ウィーン） 観客数: 51,428人 主審: ピーテル・フィンク |

| 2008年6月8日 20:45 |

| ドイツ                | 2 - 0    | ポーランド |
| ポドルスキ 20分, 72分 | レポート |            |

| ヴェルターゼー・シュターディオン（クラーゲンフルト） 観客数: 30,461人 主審: トム・ヘニンク・エブレベ |

| 2008年6月12日 18:00 |

| クロアチア                  | 2 - 1    | ドイツ          |
| スルナ 24分 · オリッチ 63分 | レポート | ポドルスキ 79分 |

| ヴェルターゼー・シュターディオン（クラーゲンフルト） 観客数: 30,461人 主審: フランク・デ・ブレーケル |

| 2008年6月12日 20:45 |

| オーストリア               | 1 - 1    | ポーランド    |
| ヴァスティッチ 90+3分 (PK) | レポート | ゲレイロ 30分 |

| エルンスト・ハッペル・シュターディオン（ウィーン） 観客数: 51,428人 主審: ハワード・ウェブ |

| 2008年6月16日 20:45 |

| ポーランド | 0 - 1    | クロアチア        |
|            | レポート | クラスニッチ 53分 |

| ヴェルターゼー・シュターディオン（クラーゲンフルト） 観客数: 30,461人 主審: キロス・ヴァサラス |

| 2008年6月16日 20:45 |

| オーストリア | 0 - 1    | ドイツ        |
|              | レポート | バラック 49分 |

| エルンスト・ハッペル・シュターディオン（ウィーン） 観客数: 51,428人 主審: マヌエル・メフト・ゴンサレス |

#### グループ C

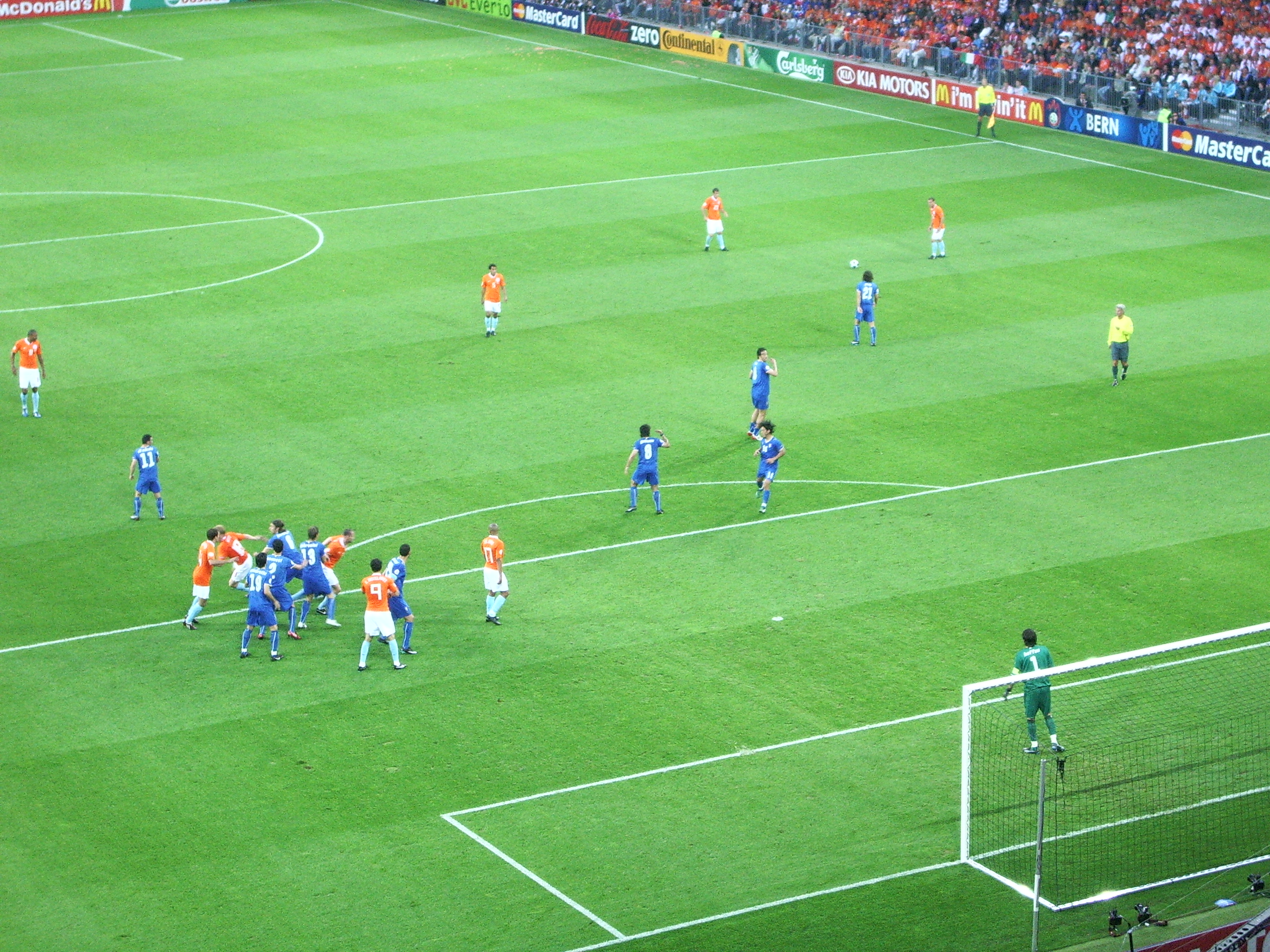
オランダ対イタリア戦

| 順 位 | チーム     | 勝 点 | 試 合 | 勝 利 | 引 分 | 敗 戦 | 得 点 | 失 点 | 点 差 |
| ----- | ---------- | ----- | ----- | ----- | ----- | ----- | ----- | ----- | ----- |
| 1     | オランダ   | 9     | 3     | 3     | 0     | 0     | 9     | 1     | +8    |
| 2     | イタリア   | 4     | 3     | 1     | 1     | 1     | 3     | 4     | -1    |
| 3     | ルーマニア | 2     | 3     | 0     | 2     | 1     | 1     | 3     | -2    |
| 4     | フランス   | 1     | 3     | 0     | 1     | 2     | 1     | 6     | -5    |

| 2008年6月9日 18:00 |

| ルーマニア | 0 - 0    | フランス |
|            | レポート |          |

| レッツィグルンド・シュタディオン（チューリヒ） 観客数: 30,585人 主審: マヌエル・メフト・ゴンサレス |

| 2008年6月9日 20:45 |

| オランダ                                                                      | 3 - 0    | イタリア |
| ファン・ニステルローイ 26分 · スナイデル 31分 · ファン・ブロンクホルスト 79分 | レポート |          |

| スタッド・ドゥ・スイス・バンクドルフ（ベルン） 観客数: 30,777人 主審: ペーテル・フレイドフェルト |

| 2008年6月13日 18:00 |

| イタリア      | 1 - 1    | ルーマニア  |
| パヌッチ 56分 | レポート | ムトゥ 55分 |

| レッツィグルンド・シュタディオン（チューリヒ） 観客数: 30,585人 主審: トム・ヘニンク・エブレベ |

| 2008年6月13日 20:45 |

| オランダ                                                             | 4 - 1    | フランス    |
| カイト 9分 · ファン・ペルシ 59分 · ロッベン 72分 · スナイデル 90+2分 | レポート | アンリ 71分 |

| スタッド・ドゥ・スイス・バンクドルフ（ベルン） 観客数: 30,777人 主審: ヘルベルト・ファンデル |

| 2008年6月17日 20:45 |

| オランダ                                | 2 - 0    | ルーマニア |
| フンテラール 54分 · ファン・ペルシ 87分 | レポート |            |

| スタッド・ドゥ・スイス・バンクドルフ（ベルン） 観客数: 30,777人 主審: マッシモ・ブサッカ |

| 2008年6月17日 20:45 |

| フランス | 0 - 2    | イタリア                           |
|          | レポート | ピルロ 25分 (PK) · デ・ロッシ 62分 |

| レッツィグルンド・シュタディオン（チューリヒ） 観客数: 30,585人 主審: ルボス・ミシェル |

#### グループ D

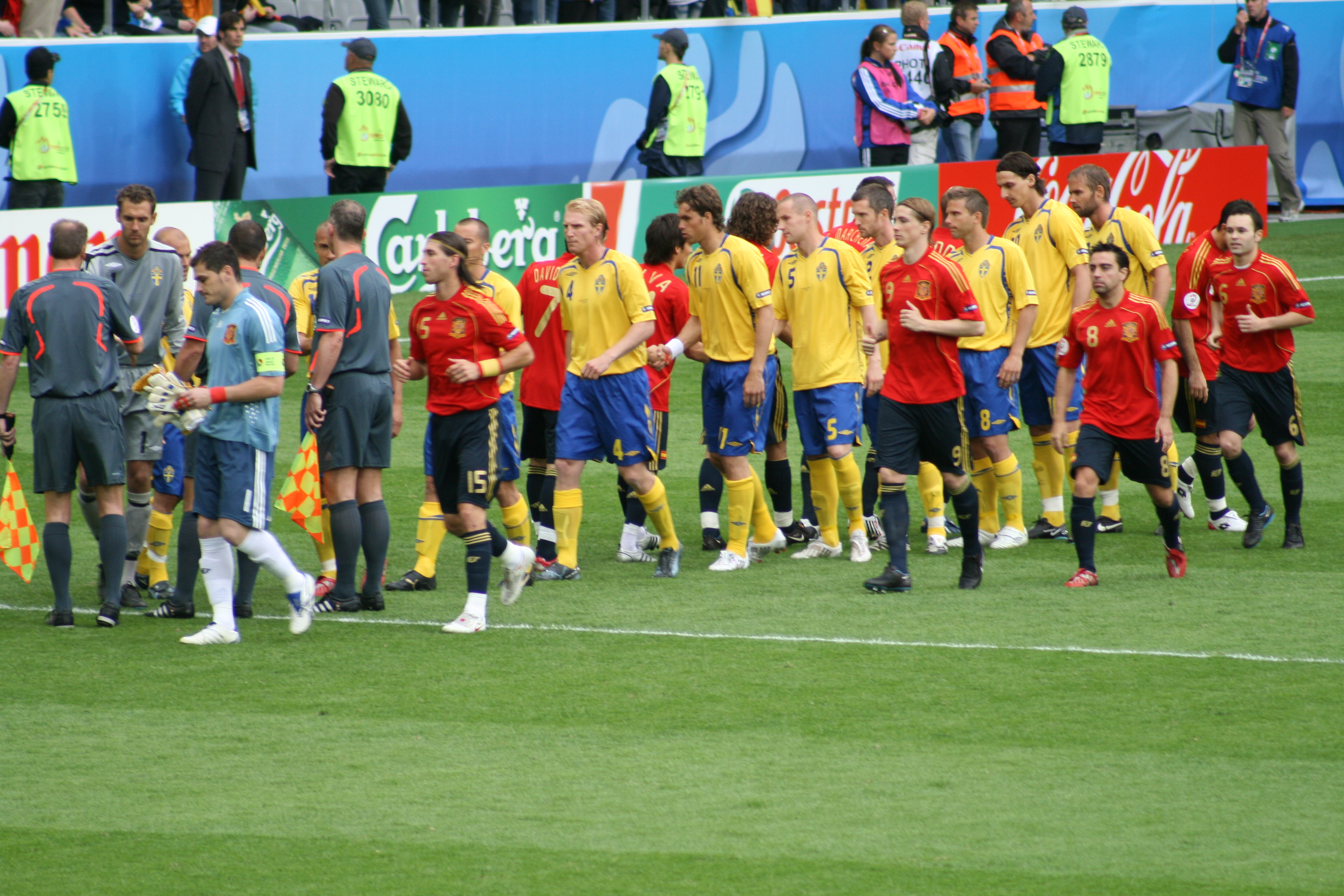
スペイン対スウェーデン戦

| 順 位 | チーム       | 勝 点 | 試 合 | 勝 利 | 引 分 | 敗 戦 | 得 点 | 失 点 | 点 差 |
| ----- | ------------ | ----- | ----- | ----- | ----- | ----- | ----- | ----- | ----- |
| 1     | スペイン     | 9     | 3     | 3     | 0     | 0     | 8     | 3     | +5    |
| 2     | ロシア       | 6     | 3     | 2     | 0     | 1     | 4     | 4     | 0     |
| 3     | スウェーデン | 3     | 3     | 1     | 0     | 2     | 3     | 4     | -1    |
| 4     | ギリシャ     | 0     | 3     | 0     | 0     | 3     | 1     | 5     | -4    |

| 2008年6月10日 18:00 |

| スペイン                                | 4 - 1    | ロシア                |
| ビジャ 20分, 44分, 75分 · セスク 90+2分 | レポート | パヴリュチェンコ 86分 |

| ティヴォリ・シュターディオン（インスブルック） 観客数: 30,772人 主審: コンラート・プラウツ |

| 2008年6月10日 20:45 |

| ギリシャ | 0 - 2    | スウェーデン                            |
|          | レポート | イブラヒモヴィッチ 67分 · ハンソン 72分 |

| EMシュターディオン・ヴァルス・ジーツェンハイム（ザルツブルク） 観客数: 31,063人 主審: マッシモ・ブサッカ |

| 2008年6月14日 18:00 |

| スウェーデン            | 1 - 2    | スペイン                        |
| イブラヒモヴィッチ 34分 | レポート | F.トーレス 15分 · ビジャ 90+2分 |

| ティヴォリ・シュターディオン（インスブルック） 観客数: 30,772人 主審: ピーテル・フィンク |

| 2008年6月14日 20:45 |

| ギリシャ | 0 - 1    | ロシア          |
|          | レポート | ジリャノフ 33分 |

| EMシュターディオン・ヴァルス・ジーツェンハイム（ザルツブルク） 観客数: 31,063人 主審: ロベルト・ロセッティ |

| 2008年6月18日 20:45 |

| ギリシャ          | 1 - 2    | スペイン                        |
| ハリステアス 42分 | レポート | デ・ラ・レー 61分 · グイサ 88分 |

| EMシュターディオン・ヴァルス・ジーツェンハイム（ザルツブルク） 観客数: 30,883人 主審: ハワード・ウェブ |

| 2008年6月18日 20:45 |

| ロシア                                      | 2 - 0    | スウェーデン |
| パヴリュチェンコ 24分 · アルシャヴィン 50分 | レポート |              |

| ティヴォリ・シュターディオン（インスブルック） 観客数: 30.772人 主審: フランク・デ・ブレーケル |

### 決勝トーナメント
- 開始時刻はすべて現地時間

|  | 準々決勝           | 準々決勝           |                    |       | 準決勝 | 準決勝 |  |  | 決勝 | 決勝 |
|  |                    |                    |                    |       |        |        |  |  |      |      |
|  | 6月19日 - バーゼル |                    |                    |       |        |        |  |  |      |      |
|  |                    |                    |                    |       |        |        |  |  |      |      |
|  | ポルトガル         | 2                  |                    |       |        |        |  |  |      |      |
|  | ポルトガル         | 2                  | 6月25日 - バーゼル |       |        |        |  |  |      |      |
|  | ドイツ             | 3                  |                    |       |        |        |  |  |      |      |
|  | ドイツ             | 3                  | ドイツ             | 3     |        |        |  |  |      |      |
|  | 6月20日 - ウィーン |                    | ドイツ             | 3     |        |        |  |  |      |      |
|  |                    | トルコ             | 2                  |       |        |        |  |  |      |      |
|  | クロアチア         | トルコ             | 2                  | 1 (1) |        |        |  |  |      |      |
|  | クロアチア         |                    | 6月29日 - ウィーン | 1 (1) |        |        |  |  |      |      |
|  | トルコ (p)         | 1 (3)              |                    |       |        |        |  |  |      |      |
|  | トルコ (p)         | 1 (3)              | ドイツ             | 0     |        |        |  |  |      |      |
|  | 6月21日 - バーゼル |                    | ドイツ             | 0     |        |        |  |  |      |      |
|  |                    | スペイン           | 1                  |       |        |        |  |  |      |      |
|  | オランダ           | スペイン           | 1                  | 1     |        |        |  |  |      |      |
|  | オランダ           | 6月26日 - ウィーン |                    | 1     |        |        |  |  |      |      |
|  | ロシア (延長)      | 3                  |                    |       |        |        |  |  |      |      |
|  | ロシア (延長)      | 3                  | ロシア             | 0     |        |        |  |  |      |      |
|  | 6月22日 - ウィーン |                    | ロシア             | 0     |        |        |  |  |      |      |
|  |                    | スペイン           | 3                  |       |        |        |  |  |      |      |
|  | スペイン (p)       | スペイン           | 3                  | 0 (4) |        |        |  |  |      |      |
|  | スペイン (p)       |                    |                    | 0 (4) |        |        |  |  |      |      |
|  | イタリア           | 0 (2)              |                    |       |        |        |  |  |      |      |
|  | イタリア           | 0 (2)              |                    |       |        |        |  |  |      |      |

#### 準々決勝
| 2008年6月19日 20:45 |

| ポルトガル                      | 2 - 3    | ドイツ                                                        |
| N.ゴメス 40分 · ポスティガ 87分 | レポート | シュヴァインシュタイガー 22分 · クローゼ 26分 · バラック 61分 |

| ザンクト・ヤコブ・パルク（バーゼル） 観客数: 39,374人 主審: ペーテル・フレイドフェルト |

| 2008年6月20日 20:45 |

| クロアチア                                | 1 - 1 (延長) | トルコ                         |
| クラスニッチ 119分                        | レポート     | セミフ 120+2分                 |
|                                           | PK戦         |                                |
| モドリッチ スルナ ラキティッチ ペトリッチ | 1 - 3        | アルダ セミフ アルトゥントップ |

| エルンスト・ハッペル・シュターディオン（ウィーン） 観客数: 51,428人 主審: ロベルト・ロセッティ |

| 2008年6月21日 20:45 |

| オランダ                    | 1 - 3 (延長) | ロシア                                                            |
| ファン・ニステルローイ 86分 | レポート     | パヴリュチェンコ 56分 · トルビンスキ 112分 · アルシャヴィン 116分 |

| ザンクト・ヤコブ・パルク（バーゼル） 観客数: 38,374人 主審: ルボス・ミシェル |

| 2008年6月22日 20:45 |

| スペイン                           | 0 - 0 (延長) | イタリア                                        |
|                                    | レポート     |                                                 |
|                                    | PK戦         |                                                 |
| ビジャ カソルラ セナ グイサ セスク | 4 - 2        | グロッソ デ・ロッシ カモラネージ ディ・ナターレ |

| エルンスト・ハッペル・シュターディオン（ウィーン） 観客数: 48,000人 主審: ヘルベルト・ファンデル |

#### 準決勝
| 2008年6月25日 20:45 |

| ドイツ                                                      | 3 - 2    | トルコ                    |
| シュヴァインシュタイガー 26分 · クローゼ 79分 · ラーム 90分 | レポート | ボラル 22分 · セミフ 86分 |

| ザンクト・ヤコブ・パルク（バーゼル） 観客数: 38,374人 主審: マッシモ・ブサッカ |

| 2008年6月26日 20:45 |

| ロシア | 0 - 3    | スペイン                                              |
|        | レポート | シャビ・エルナンデス 50分 · グイサ 73分 · シルバ 82分 |

| エルンスト・ハッペル・シュターディオン（ウィーン） 観客数: 51,428人 主審: フランク・デ・ブレーケル |

#### 決勝
| 2008年6月29日 20:45 |

| ドイツ | 0 - 1    | スペイン        |
|        | レポート | F.トーレス 33分 |

| エルンスト・ハッペル・シュターディオン（ウィーン） 観客数: 51,428人 主審: ロベルト・ロセッティ |

## 優勝国
| UEFA EURO 2008優勝国         |
| ---------------------------- |
| · スペイン · 11大会ぶり2回目 |

## 得点ランキング
| 順位 | 選手名                   | 得点数 |
| ---- | ------------------------ | ------ |
| 1    | ダビド・ビジャ           | 4      |
| 2    | ハカン・ヤキン           | 3      |
| 2    | ルーカス・ポドルスキ     | 3      |
| 2    | セミフ・シェンテュルク   | 3      |
| 2    | ロマン・パヴリュチェンコ | 3      |

## 表彰

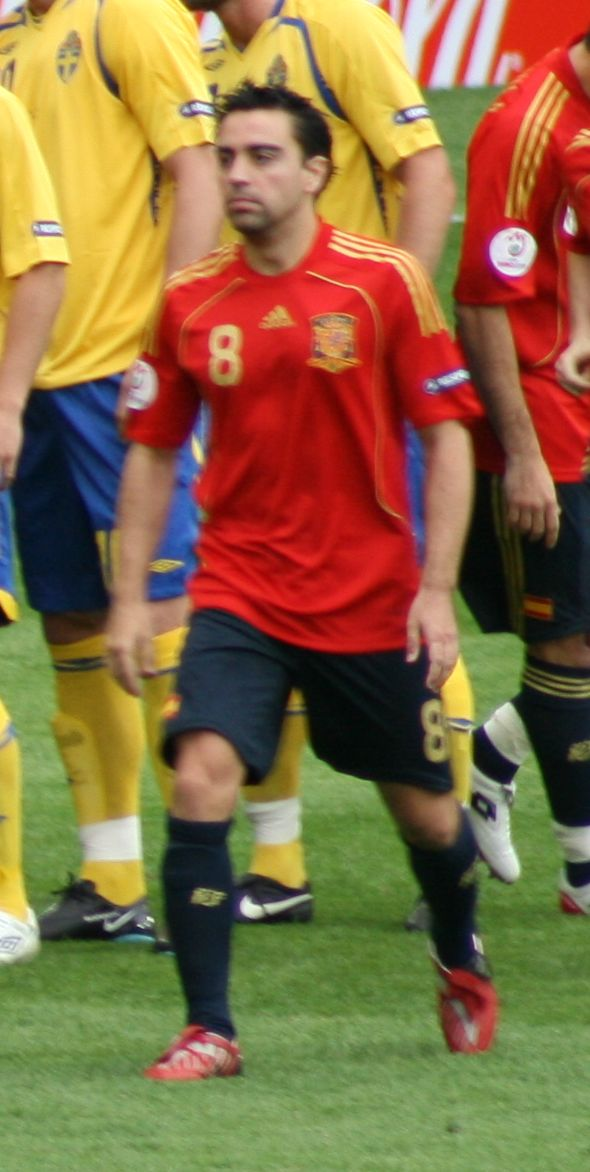
大会最優秀選手に選ばれたスペインのシャビ

### 大会最優秀選手
- シャビ・エルナンデス

### ゴールデンブーツ
- ダビド・ビジャ

### 大会優秀選手
| GK                                                                             | DF                                                                                                  | MF | FW                                                                                        |
| ------------------------------------------------------------------------------ | --------------------------------------------------------------------------------------------------- | --- | ----------------------------------------------------------------------------------------- |
| ジャンルイジ・ブッフォン イケル・カシージャス エトヴィン・ファン・デル・サール | ジョゼ・ボシングワ フィリップ・ラーム カルロス・マルチェナ ペペ カルレス・プジョル ユーリ・ジルコフ | ハミト・アルトゥントップ ミヒャエル・バラック セスク・ファブレガス アンドレス・イニエスタ ルカ・モドリッチ ルーカス・ポドルスキ マルコス・セナ ヴェスレイ・スナイデル シャビ・エルナンデス コンスタンティン・ジリャノフ | アンドレイ・アルシャヴィン ロマン・パヴリュチェンコ フェルナンド・トーレス ダビド・ビジャ |